# Bottnefjorden
Bottnefjorden (eller Bottnafjorden) er en fjord eller havbugt på grænsen mellem Sotenäs og Tanums kommuner. Syd for udmundingen til havet ligger landsbyen Bovallstrand og ved fjordens nordlige kyst Gerlesborg.
58°28′52.39″N 11°19′26.96″Ø / 58.4812194°N 11.3241556°Ø